# The Adventures
The Adventures è stato un gruppo musicale pop rock nordirlandese attivo negli anni 1980 formatosi a Belfast nel 1984.

## Storia
La storia può essere fatta risalire al 1978 quando il cantante Terry Sharpe e il chitarrista Pat Gribben hanno lavorato insieme nella band punk The Starjets. La band ha sperimentato un successo limitato e si sciolse nei primi anni 1980.
All'inizio del 1984 il duo ha formato The Adventures con la moglie di Pat Gribben, Eileen, alla voce, Gerard 'Spud' Murphy (chitarra), Tony Ayre (basso) e Paul Crowder (batteria). Si trasferirono a Londra e dopo aver firmato il loro primo contratto con Chrysalis Records, assunti direttamente dal manager Simon Fuller, hanno visto raggiungere molta pubblicità e promozione sulla stampa musicale. Nonostante questo inizio promettente, il loro singolo di debutto, "Another Silent Day", uscito nell'estate del 1984, ha appena sfiorato le charts. Ulteriori singoli sono usciti, "Send My Heart", "Feel the Raindrops", e "Two Rivers ", che sono stati tutti successi minori nella classifica britannica, ma non hanno raggiunto nessun passo avanti importante.
Nel 1985 è uscito il loro album di debutto "Theodore and Friends". L'album conteneva quattro minori hits di classifica: "Another Silent Day", "Feel The Raindrops", "Two Rivers", e "Send My Heart" che è stato un successo in Germania e anche parte della colonna sonora del film horror Dèmoni, dello stesso anno. L'album ha raggiunto il #65 in Germania, ma non è entrato nella chart del Regno Unito. Negli Stati Uniti, l'album è stato pubblicato con il titolo 'The Adventures' con una lista dei brani modificata e diverso materiale illustrativo della copertina. 
L'album è stato promosso in un tour mondiale come slot di supporto per i giganti Tears for Fears, ma dopo l'album non ebbe il successo sperato ricevendo grande successo di critica, ma senza vendite significative.
La band ebbe un periodo di prostrazione nei due anni seguenti ma durante questo periodo il principale compositore Pat Gribben compose alcune nuove canzoni per un secondo album. La band sciolse il contratto con Chrysalis Records firmando poi con Elektra Records. Con un altro scoppio di promozione e fairplay pesante, il loro nuovo singolo "Broken Land" divenne il loro primo successo significativo, raggiungendo il numero 20 nella UK Singles Chart rimanendo 10 settimane nelle charts, salendo ancora di più nelle classifiche dei singoli in altre nazioni. È stato anche il Top 1 nella classifica di Radio One di Londra come il più suonato nel 1988 nel Regno Unito. Il singolo è stato rapidamente seguito dall'album, "The Sea of Love", che ha raggiunto il n° 30 ed è rimasto in classifica per 10 settimane. I singoli di follow-up, "Drowning in the Sea of Love" e "One Step From Heaven", sono riusciti a raggiungere il n° 44 e n° 82, rispettivamente, anche se l'album è stato certificato Silver (per 60 000 copie vendute) da parte della BPI nel 1989, un anno dopo la sua uscita. Sul retro di questo è venuto un altro tour, questa volta con Fleetwood Mac. Il tour includeva spettacoli in tutta Europa ed è culminato in un concerto nello stadio di Wembley.
La band pubblicò il terzo album "Trading Secrets with the Moon" all'inizio del 1990 inserendo lo stile folk al loro pop/rock. È stato probabilmente l'album migliore agli occhi dei fans. Non è riuscito a capitalizzare il successo del precedente album. Non conteneva singoli di successo a differenza di "The Sea of Love" dove "Broken Land", "One Step From Heaven" e "Drowning In The Sea Of Love" sono stati i suoi capisaldi. Conseguenza di ciò è apparso brevemente in stallo al n °64 nelle UK Album Charts e a differenza delle versioni precedenti della band l'album è stato stroncato dalla critica, con Allmusic, dando all'album 1,5 stelle su 5. Successivamente hanno diviso con Elektra per firmare con la Polydor Records.
Nel 1993, ridotti a un quartetto, erano da poco passati alla Polydor e si erano anche spostati di nuovo a Belfast, The Adventures hanno pubblicato il loro ultimo album, "Lions and Tigers and Bears", prodotto dal bassista ex-The Vibrators Pat Collier al Greenhouse Recording Studios di Londra. L'album contiene la hit minore "Raining All Over the World", segnalando la fine della loro attività nelle classifiche. Il titolo dell'album è stato adottato dalla band su suggerimento della figlia di Pat & Eileen Gribben (in accordo con il giornalista Malcolm Dome, che ha scritto le note di copertina per la versione ristampata). Nonostante la presenza di una rielaborazione contemporanea del 1960, "Monday Monday" dei The Mamas & the Papas, l'album è stato stroncato dalla critica e da Allmusic che l'ha classificato 1.5 su 5 stelle, subendo una risposta tiepida e non riuscendo nelle charts. Il gruppo è stato poi lasciato cadere dalla Polydor, ed essenzialmente si sciolse poco dopo. L'album è stato rimasterizzato e ristampato nel maggio 2011 dalla Cherry Red Records, che aveva precedentemente ripubblicato l'album di debutto della band Theodore and Friends nel luglio 2009. Questa versione comprende quattro bonus tracks, che erano B-Sides verso le tre tracce pubblicate come singoli.
Il chitarrista Pat Gribben continua a scrivere canzoni e sta attualmente lavorando con il cantante Ryan Molloy, mentre Terry Sharpe ha trascorso alcuni anni esibendosi in una cover band, The Dead Handsomes. The Adventures si sono raggruppati brevemente nel 2007 per alcuni concerti a Belfast, ma nessuna reunion importante è stata mai organizzata. Si sono raggruppati di nuovo nel 2009 per eseguire ulteriori concerti di piccola scala a Belfast, nonché apparizioni al Time To Be Proud e Féile un Phobail fastivals durante l'estate.
Il bassista della band, Tony Ayre, è deceduto il 20 dicembre 2009.

## Formazione
- Terry Sharpe, cantante
- Eileen Gribben, cantante e violinista
- Gerry "Spud" Murphy, chitarrista e percussionista
- Tony Ayre, bassista(1983-2009 anno della sua morte)
- Paul Crowder, batterista
- Pat Gribben, chitarrista

## Discografia

### Album
- 1985: Theodore and Friends
- 1988: The Sea of Love
- 1989: Trading Secrets with the Moon
- 1993: Lions and Tigers and Bears

### Singoli
| Anno | Singolo                       | # Classifica | # Classifica | # Classifica | # Classifica | Album                         |
| Anno | Singolo                       | UK           | U.S.         | GER          | ITA          | Album                         |
| ---- | ----------------------------- | ------------ | ------------ | ------------ | ------------ | ----------------------------- |
| 1984 | "Another Silent Day"          | 71           | -            | -            | -            | Theodore and Friends          |
| 1984 | "Send My Heart"               | 62           | -            | 24           | 44           | Theodore and Friends          |
| 1985 | "Feel the Raindrops"          | 58           | -            | -            | -            | Theodore and Friends          |
| 1985 | "Two Rivers"                  | 96           | -            | -            | -            | Theodore and Friends          |
| 1988 | "Broken Land"                 | 20           | 95           | -            | 25           | The Sea of Love               |
| 1988 | "Drowning in the Sea of Love" | 44           | -            | 53           | -            | The Sea of Love               |
| 1988 | "One Step from Heaven"        | 82           | -            | -            | -            | The Sea of Love               |
| 1989 | "Washington Deceased"         | -            | -            | -            | -            | Trading Secrets with the Moon |
| 1990 | "Your Greatest Shade of Blue" | -            | -            | -            | -            | Trading Secrets with the Moon |
| 1992 | "Raining All Over the World"  | 68           | -            | -            | -            | Lions and Tigers and Bears    |
| 1993 | "Monday Monday"               | -            | -            | -            | -            | Lions and Tigers and Bears    |